# Ángel Fernández
Ángel Oswaldo Fernández (Machala, 2 agosto 1971) è un ex calciatore ecuadoriano, di ruolo attaccante.

## Carriera

### Club
Ha militato solo in squadre ecuadoriane, realizzando in tutto 101 gol nel periodo dal 1992 al 2006, anno in cui ha deciso di passare al calcio delle serie minori ecuadoriane, prima al 25 de Agosto e successivamente al Cuniburo FC.

### Nazionale
Tra i giocatori con più presenze nella nazionale di calcio dell'Ecuador, ha partecipato al campionato del mondo 2002 e alle edizioni 1991, 1993, 1997 e 2001 della Copa América.

## Palmarès

### Club

#### Competizioni nazionali
- Campionato ecuadoriano: 3

Emelec: 1993, 1994
El Nacional: 2006